# 新衛視
“新卫视”（又称新卫视卡通台、澳门卫视4台）是2002年10月到2005年12月短暂出现的卫星电视频道，由保利集团通过旗下香港上市公司“新海康”租用澳门宇宙卫星电视有限公司频道开办。开播时新卫视使用亚洲二号卫星（100.5E）广播（参数：频率4148MHz，符号率11850MHz，垂直极化），2005年12月起，新卫视的画面变为彩条，后信号中断。